# Dakar cherche de l'oxygène
Pour plus de détails, voir Fiche technique et Distribution.
Dakar cherche de l'oxygène est un film documentaire sénégalais réalisé en 2006.

## Synopsis
Les embouteillages, l'encombrement marchand et les saletés, font partie du quotidien ordinaire des dakarois. Dakar étouffe… C'est le thème de l'exposition photo de Mademoiselle Kadia Sow. Lors du vernissage, le maire de la ville, dépaysé et touché par les images décide avec son équipe de lancer une opération pour désengorger définitivement la ville, à l'encontre des populations.

## Fiche technique
- Réalisation : El Hadji Samba Sarr
- Production : Ebène Productions
- Scénario : El Hadji Samba Sarr
- Musique : Mactar Samba